# Llista de topònims de Torrelameu
Llista de topònims (noms propis de lloc) del municipi de Torrelameu, a la Noguera
Informació actualitzada per un bot. Els canvis manuals es perdran quan s'actualitzi!

## casa
| imatge | Nom                              | Ubicat a   | instància de | Detalls                                                  | coordenades                                                                                           | Protecció                                  | Commons (més fotos)              | Dades a WD                    |
| ------ | -------------------------------- | ---------- | ------------ | -------------------------------------------------------- | --- | ------------------------------------------ | -------------------------------- | ----------------------------- |
|        | casa Jesús                       | Torrelameu | casa         | Estil: arquitectura del Renaixement                      | 41° 42′ 19″ N, 0° 42′ 05″ E / 41.705406°N,0.701268°E ca:Carrer de les Boteres, 3, Torrelameu 200 msnm | bé integrant del patrimoni cultural català | Casa Jesús                       | Modifica les dades a Wikidata |
|        | habitatge al carrer Boteres, 7   | Torrelameu | casa         | Estil: arquitectura del Renaixement arquitectura popular | 41° 42′ 19″ N, 0° 42′ 04″ E / 41.705304°N,0.701032°E 200 msnm                                         | bé integrant del patrimoni cultural català | Habitatge al carrer Boteres, 7   | Modifica les dades a Wikidata |
|        | habitatge al carrer del Forn, 35 | Torrelameu | casa         | Estil: noucentisme arquitectura popular                  | 41° 42′ 18″ N, 0° 42′ 08″ E / 41.705067°N,0.702314°E ca:Carrer del Forn, 35, Torrelameu 200 msnm      | bé integrant del patrimoni cultural català | Habitatge al carrer del Forn, 35 | Modifica les dades a Wikidata |

## masia
| imatge | Nom      | Ubicat a   | instància de | Detalls | coordenades                                                       | Protecció | Commons (més fotos) | Dades a WD                    |
| ------ | -------- | ---------- | ------------ | ------- | ----------------------------------------------------------------- | --------- | ------------------- | ----------------------------- |
|        | Lo Maset | Torrelameu | masia        |         | 41° 43′ 26″ N, 0° 41′ 24″ E / 41.72381111°N,0.69008056°E 225 msnm |           |                     | Modifica les dades a Wikidata |
|        | el Molí  | Torrelameu | masia        |         | 41° 41′ 44″ N, 0° 42′ 24″ E / 41.69557778°N,0.70673056°E 195 msnm |           |                     | Modifica les dades a Wikidata |

## Misc
| imatge | Nom                                   | Ubicat a                                                      | instància de                                   | Detalls                                             | coordenades                                                                                       | Protecció                                  | Commons (més fotos)                   | Dades a WD                    |
| ------ | ------------------------------------- | ------------------------------------------------------------- | ---------------------------------------------- | --------------------------------------------------- | ------------------------------------------------------------------------------------------------- | ------------------------------------------ | ------------------------------------- | ----------------------------- |
|        | Cementiri Municipal de Torrelameu     | Torrelameu                                                    | cementiri                                      | Estil: arquitectura popular                         | 41° 42′ 37″ N, 0° 42′ 06″ E / 41.710387°N,0.701764°E ca:Camí de la Gombalda, Torrelameu 202 msnm  | bé integrant del patrimoni cultural català | Cementiri Municipal de Torrelameu     | Modifica les dades a Wikidata |
|        | Noguera Ribagorçana                   | Vall d'Aran Alta Ribagorça Pallars Jussà Noguera Segrià Aragó | curs d'aigua                                   | Desemboca: Segre Llarg: 133km                       | 42° 37′ 36″ N, 0° 42′ 21″ E / 42.6267°N,0.7058°E 41° 40′ 29″ N, 0° 42′ 22″ E / 41.6747°N,0.7061°E |                                            | Noguera Ribagorçana                   | Modifica les dades a Wikidata |
|        | Segre                                 | Catalunya Pirineus Orientals                                  | riu curs d'aigua riu aurífer                   | Desemboca: Ebre Llarg: 265km Conca: 22400km²        | 42° 24′ 09″ N, 2° 06′ 30″ E / 42.4025°N,2.1084°E 41° 21′ 48″ N, 0° 18′ 16″ E / 41.3633°N,0.3044°E |                                            | Segre River                           | Modifica les dades a Wikidata |
|        | Sot del Fuster                        | Vilanova de la Barca Menàrguens Torrelameu                    | zona humida                                    | Superfície: 16.12ha                                 | 41° 42′ 36″ N, 0° 44′ 18″ E / 41.71°N,0.7382°E                                                    |                                            |                                       | Modifica les dades a Wikidata |
|        | Sínia                                 | Torrelameu                                                    | sínia                                          | Estil: arquitectura popular                         |                                                                                                   | bé integrant del patrimoni cultural català |                                       | Modifica les dades a Wikidata |
|        | Torrelameu                            | Torrelameu                                                    | entitat singular de població capital municipal | 799 hab                                             | 41° 42′ 13″ N, 0° 42′ 20″ E / 41.70372458°N,0.70563158°E 199 msnm                                 |                                            |                                       | Modifica les dades a Wikidata |
|        | Tossal Gros                           | Torrelameu                                                    | muntanya                                       |                                                     | 41° 43′ 11″ N, 0° 41′ 50″ E / 41.71980278°N,0.69720833°E 226.8 msnm                               |                                            |                                       | Modifica les dades a Wikidata |
|        | carrer Major                          | Torrelameu                                                    | carrer                                         | Estil: arquitectura popular 17th century            | 41° 42′ 19″ N, 0° 42′ 07″ E / 41.705291°N,0.702054°E 201 msnm                                     | bé integrant del patrimoni cultural català | Carrer Major de Torrelameu            | Modifica les dades a Wikidata |
|        | casa consistorial de Torrelameu       | Torrelameu                                                    | casa consistorial                              |                                                     | 41° 42′ 16″ N, 0° 42′ 12″ E / 41.7044289°N,0.7033983°E                                            |                                            |                                       | Modifica les dades a Wikidata |
|        | església de l'Assumpció de Torrelameu | Torrelameu                                                    | església parroquial                            | Estil: arquitectura gòtica arquitectura neoclàssica | 41° 42′ 18″ N, 0° 42′ 08″ E / 41.704901°N,0.702158°E ca:Plaça de l'Església, Torrelameu 201 msnm  | bé integrant del patrimoni cultural català | Església de l'Assumpció de Torrelameu | Modifica les dades a Wikidata |
|        | font del Sauret                       | Torrelameu                                                    | font                                           |                                                     | 41° 41′ 46″ N, 0° 42′ 09″ E / 41.696213368572°N,0.70238398186202°E                                |                                            |                                       | Modifica les dades a Wikidata |